# Georgij Alexandrov
Georgij Fjodorovič Alexandrov (rusky Гео́ргий Фёдорович Алекса́ндров; 22. březnajul./ 4. dubna 1908greg. v Petrohradu – 21. července 1961 v Moskvě) byl sovětský marxisticko-leninský filozof, historik filozofie, vysokoškolský pedagog, doktor filozofických věd.

## Životopis
Georgij Alexandrov působil jako profesor filozofie na Lomonosovově univerzitě a vedoucí oddělení propagandy a agitace Ústředního výboru KSSS. Koncem roku 1946 byl zvolen řádným členem Akademie věd SSSR. V roce 1947 byl jmenován ředitelem Filozofického ústavu Akademie věd SSSR a zastával tento úřad až do roku 1954. V letech 1954–1955 byl ministrem kultury SSSR.

## Tituly a vyznamenání
- Stalinova cena (1943, 1946)
- Akademik (1946)

## Publikace
Učebnice
- История западноевропейской философии: [Курс лекций, прочит. в Высш. парт. школе при ЦК ВКП(б)]. — М., 1945.
  - История западноевропейской философии: [Учеб. для ун-тов и гуманит. фак. вузов]. — 2-е изд., доп. — М.—Л., 1946.
- Диалектический материализм / Под общ. ред. акад. Г. Ф. Александрова ; Акад. наук СССР. Ин-т философии. — М. : Госполитиздат, 1954.

Překlady do češtiny
- ALEKSANDROV, Georgij Fjodorovič. O theoriích společenského vývoje (původním názvem: О современных буржуазных теориях общественного развития). Praha: Svoboda, 1947. 116 s. (Socialistická knihovna; sv. 7).
- Dialektický materialismus (původním názvem: Dialektičesckij materializm). Redakce G.F. Alexandrova; překlad : kolektiv překladatelů. 1., autoriz. vyd. Praha: Státní nakladatelství politické literatury, 1954. 419 s.
- Dějiny filosofie (původním názvem: Istorija filosofii I). Redakce : Georgij Alexandrov, Bernard Bychovskij, Pavel Judin, Mark Mitin; překlad : Milena Kirschnerová, Věra Kleslová, Hana Malínská, Marie Rottová a Zora Rozehnalová; Překlad revidoval a předmluvou opatřil Jindřich Zelený. 1., autorisované vyd. Svazek I (Filosofie antické a feudální společnosti). Praha: Svoboda, 1950. obrázek.
- Dějiny filosofie (původním názvem: Istorija filosofii II). Redakce : Georgij Alexandrov, Bernard Bychovskij, Pavel Judin, Mark Mitin; překlad : Hana Malínská a Jaroslav Vlček. 1., autorizované vyd. Svazek II ("Filosofie XV.—XVIII. století"). Praha: Svoboda, 1952. 2 svazky (518 s.). obrázek.